# Скануюча калориметрія
Диференційна сканувальна калориметрія (рос. дифференциальная сканирующая калориметрия, англ. differential scanning calorimetry) — фізико-хімічний метод дослідження фазових переходів, в якому різниця енергій, наданих досліджуваній речовині та зразкові (для порівняння) для досягнення однакової температури, записується як функція температури, що змінюється за програмою.